# 迪美雅·芭辛絲姬
迪美雅·芭辛絲姬（Timea Bacsinszky，1989年6月8日—），姓氏又译作巴辛斯基，是一名瑞士女子網球运动员，她在2006年的蘇黎世舉行一項賽事以東道主身份晉身單打八強；2008年，她在兩個賽事中晉身單打四強；一年後（2009年）她在盧森堡舉行的賽事中擊敗了德國的薩比娜·利斯基（Sabine Lisicki）後取得第一個單打冠軍後正式成名了。她一共获得四次国际女子网球协会单打和五次双打冠军、13次ITF女子巡迴賽单打和14次双打冠军。2016年5月16日她跻身世界第9名，进入十强。
2011年当时22岁的青年网球神童芭辛絲姬受脚伤后半退出网球比赛。在2013年法國網球公開賽上她参加了一场淘汰赛。2014年她重返国际女子网球协会比赛。她赢得三场大满贯赛的开局，在2014年武漢網球公開賽单打战胜当时世界第4名、五次大满贯赢家玛丽亚·莎拉波娃进入四分之一决赛。到年末她首次进入前50名世界排名。2015年是她单打突破年，她连胜15场比赛，是她生涯里连胜数目的记录。在2015年法國網球公開賽上她击败麥迪遜·基絲和佩特拉·克維托娃，达到半决赛。在2015年中國網球公開賽上她进入决赛，成为玛蒂娜·辛吉斯2007年进入十强后首位能够再次进入十强的瑞士女网球运动员。当年芭辛絲姬获得国际女子网球协会年度进展最快运动员的奖赏。在2017年法國網球公開賽上她再次进入半决赛。在2015年溫布頓網球錦標賽和2016年法國網球公開賽上她进入八强。
芭辛絲姬代表瑞士参加協會盃，她的总成绩为赢28场，输22场。她与辛吉斯搭伴在里约热内卢举办的2016年夏季奧林匹克運動會上赢得女子双打银牌。

## 个人生活
芭辛絲姬五岁的时候第一次拿起网球拍。她的父亲伊果是一名罗马尼亚网球教练，他强迫小迪美雅参加少年网球比赛。她后来说她因此怨恨她的父亲，她的父母离婚后她和她父亲的关系也不好。虽然如此她还是热爱上了网球比赛。她的母亲苏珊是一名来自匈牙利的牙科医生。她的父母都是匈牙利籍。她的兄弟达尼尔是一名音乐教师和一个瑞士摇滚乐乐团的成员。她还有两名姊妹。芭辛絲姬青少年时把莫妮卡·莎莉絲视为榜样。她小的时候有一段时间是在薩圖馬雷长大的。

## 网球生涯

### 2004年至2010年：早年生涯
在2004年/2005年赛季里芭辛絲姬在三场青少年大满贯中进入半决赛。在2006年的苏黎世公开赛上她获得突破，在通过排名赛后她击败阿娜斯塔西亞·米斯基娜和弗蘭切斯卡·斯基亞沃內，最后在决赛中输给前第一名玛丽亚·莎拉波娃。她的早年比赛生涯主要是学习和实践，2006年和2007年末她列世界排名第120到130名之间。
2008年她的单打排名提升，此后三年里她年终始终排在前60名。在2月的金刚石赛上她在排名赛中连胜三场，此后又不断获胜，最后在决赛中经过三局奋战输给当时的世界第一名贾斯汀·海宁。2009年在卢森堡公开赛上她首次获得国际女子网球协会女子单打冠军，次年她又获得三个双打冠军。

### 2011年至2014年：受伤和返回
2011年春芭辛絲姬的脚受重伤，必须动手术和长期疗养。次年2月她返回协会杯，然后依靠她被保护的排名参加了数场国际女子网球协会比赛。她也参加了一系列ITF女子巡迴賽比赛。但出于个人原因她决定不参加奥林匹克运动会。此后不久完全中断网球。她做准备参加酒店管理学校，为此在饭店和酒吧打工。
2013年5月芭辛絲姬收到一封电子邮件，说她卡可以参加该月法国公开赛的排名赛。她当时没有训练，而且要请假，然后自己开车从洛桑到巴黎参赛。她第一场就输了，但是这次比赛重新点燃了她的激情。她雇前搭伴斯坦·瓦林卡的教练作为教练来恢复她的网球生涯。在2014年的武汉公开赛上她的逐渐返回达到一个高峰，在第三轮里她战胜当时的世界第4名玛丽亚·莎拉波娃。数周后她赢得她生涯中第四次双打冠军。

### 2015年：10强和首次大满贯四强

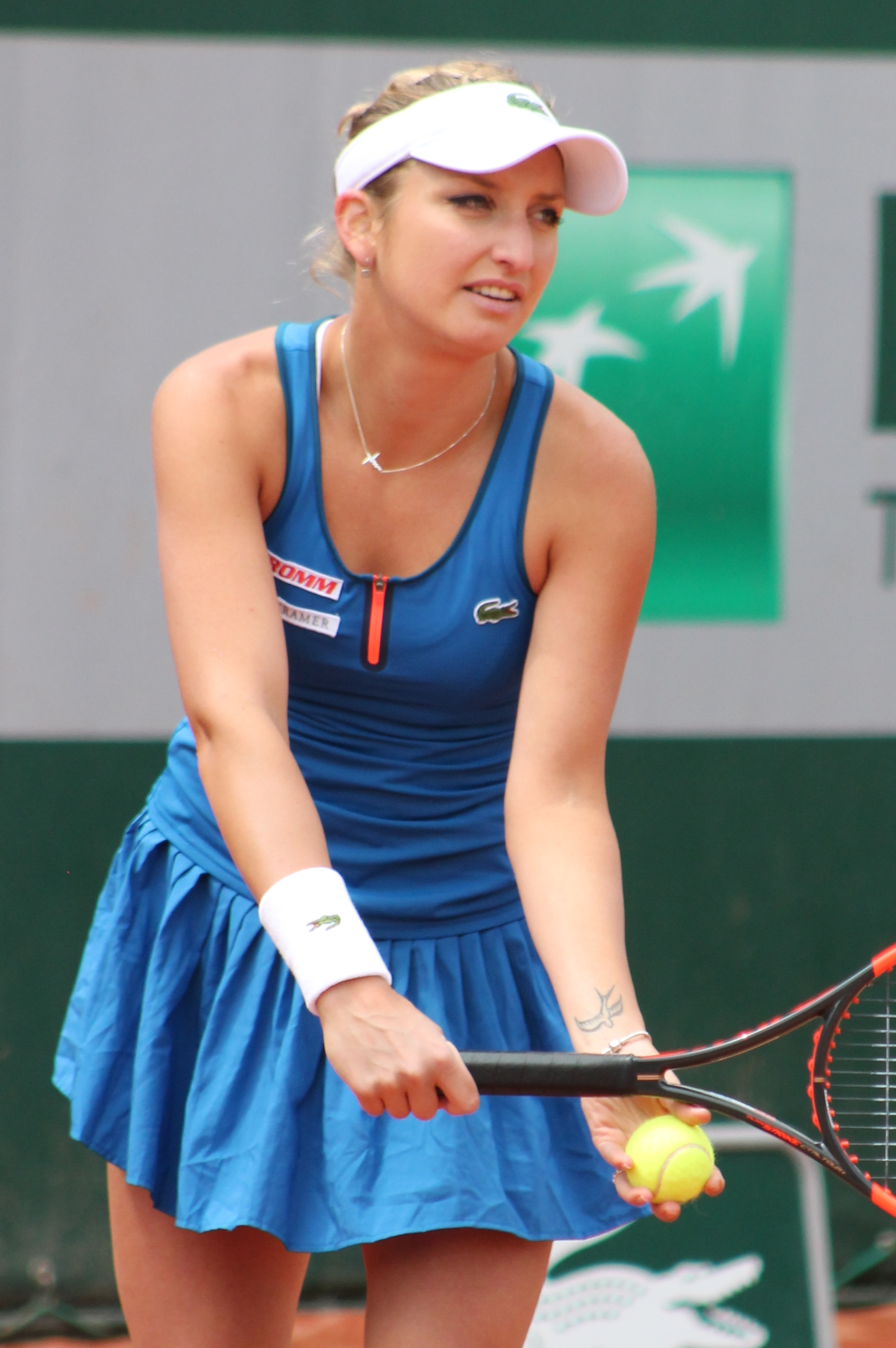
芭辛絲姬在2015年法国公开赛上

2015年在国际女子网球协会深圳公开赛上芭辛絲姬在半决赛中战败当时世界第4名佩特拉·克維托娃，在决赛中输给当时世界第3名西莫娜·哈勒普，这是她五年里首次进入国际女子网球协会决赛。在2015年澳洲網球公開賽中她进入第三轮。在墨西哥阿卡普爾科網球公開賽和蒙特雷公开赛上她连续在决赛中击败卡羅琳·加西婭。这使得她首次排名到世界前30。在印第安維爾斯大師賽上她保持好成绩，击败当时世界第8名葉卡捷琳娜·馬卡洛娃，最后在四分之一决赛上输给当时世界第一名塞雷娜·威廉姆斯，中断了她生涯上最高的保持15场比赛不败的记录。
在2015年法國網球公開賽女子單打比賽上芭辛絲姬首次在大满贯中突破第三轮，再次击败克維托娃。她进入半决赛，再次面临当时的世界第一名威廉姆斯。芭辛絲姬赢得第一盘，在第二盘中达到破发点，但是输了此后的10局。达到2015年溫布頓網球錦標賽女子單打比賽四分之一决赛后她的排名上升到世界第13名。
但是在美国硬地赛季中她的成绩不稳定，在她参加的四场比赛中她都在第一场就输了，包括在2015年美國網球公開賽上输给巴博拉·斯特里措娃。在2015年中國網球公開賽上芭辛絲姬击败意大利运动员卡米拉·吉奧爾吉、瑪麗娜·杜克·馬里尼奧和三名前十强运动员卡拉·蘇亞雷斯·納瓦羅、薩拉·埃拉尼和安娜·伊萬諾維奇，进入她首次皇冠赛决赛，最后输给加比涅·穆古魯薩。这次进入决赛使得她在WTA排名首次进入前十名。
由于她参加的最后一场比赛（卢森堡）的决赛在一个星期六，因此该决赛的点不被算入，因此她未能进入WTA巡迴賽錦標賽。由于左膝受伤她没有参加珠海WTA超级精英赛。赛季结束时芭辛絲姬获得国际女子网球协会年度进展最快运动员的奖赏，名列世界第12名。

### 2016年：第四个国际女子网球协会冠军和奥林匹克双打银牌
2016年芭辛絲姬的起步不佳。在布里斯本國際賽上她输给安娜斯塔西亞·帕夫柳琴科娃，在雪梨國際賽上她输给安娜·卡洛琳娜·史科米多娃。在2016年澳大利亞網球公開賽上她击败凱特琳娜·絲妮柯娃但是输给安妮卡·貝克。在协会杯上芭辛絲姬代表瑞士在对德国的两场上都输了。但是由于瑞士赢了所有双打，所以最后瑞士战胜德国。此后她退出迪拜网球锦标赛。在卡塔尔网球公开赛上芭辛絲姬战胜比丹妮·瑪蒂克-桑茲和尤利婭·普京采娃，最后败给该公开赛的冠军卡拉·蘇亞雷斯·納瓦羅。但是由于这场比赛和在阿卡普爾科与蒙特雷的比赛同时进行，因此芭辛絲姬无法捍卫她2015年获得的双冠成绩。
3月芭辛絲姬达到印第安維爾斯大師賽第四轮，击败茨薇塔娜·皮隆科娃和尤金妮·布沙尔，最后败给黛莉亞·卡薩特金娜。在邁阿密大師賽上她出乎意料第进入半决赛，连续击败两名当时前5名运动员阿格涅什卡·拉德萬斯卡和西莫娜·哈勒普。最后她在半决赛中以两盘输给斯韦特兰娜·库兹涅佐娃。
在泥地球场上芭辛絲姬在摩洛哥网球公开赛上夺得她第四次国际女子网球协会冠军，在整个比赛中只输了一盘球，再次进入前十名。在意大利网球公开赛上她进入四分之一决赛，达到她生涯最高的世界第9名。在2016年法國網球公開賽上她连续战胜西爾維婭·索勒·艾絲皮諾莎、尤金妮·布沙尔、保琳·巴曼迪耶和维纳斯·威廉姆斯进入四分之一决赛，然后输给基基·貝爾騰斯。
在伊斯特本国际网球赛上芭辛絲姬直接被克里斯蒂娜·美拉德諾維奇以两盘淘汰。在2016年温布尔登网球锦标赛上她在第一轮战胜盧克西卡·康坎。然后在第二轮中与2015年一样面对莫妮卡·尼古列斯庫。与前一年一样芭辛絲姬转败为胜，在最后一盘连胜六局。最后她输给进入四分之一决赛的安娜斯塔西亞·帕夫柳琴科娃。此后在WTA瑞士网球公开赛上她在半决赛中输给基基·貝爾騰斯。
在2016年夏季奧林匹克運動會上芭辛絲姬出乎意料地被中国运动员张帅击败。但是与玛蒂娜·辛吉斯首次搭伴双打她们赢得了她首枚奥林匹克奖牌。她们一起击败澳大利亚选手達里婭·加夫里洛娃/萨曼莎·斯托瑟、美国选手比丹妮·瑪蒂克-桑茲/可可·范德韋、台北选手詹皓晴/詹詠然、捷克选手安卓莉雅·哈拉瓦科娃/露絲·哈迪卡，最后在决赛中输给俄罗斯选手葉卡捷琳娜·馬卡洛娃\葉連娜·韋斯寧娜。她们成为瑞士首次获得女子网球奥林匹克奖牌的运动员。
在2016年美國網球公開賽上芭辛絲姬在第二轮中以比分相当紧的三盘输给瓦尔瓦拉·列普琴科。她在第二轮退出中国网球公开赛。由于她上半年的成绩她获得参加在珠海WTA超级精英赛的资格。她输给张帅，但是在2016年的最后一场比赛中战胜蒂美阿·巴包斯。年底她列世界第15名。

### 2017年：第二次大满贯半决赛
由于受伤芭辛絲姬退出2017年的深圳网球公开赛和雪梨国际赛。虽然她没有任何预热准备在2017年澳洲網球公開賽女子單打比賽中她重复了她的最好成绩：通过三轮比赛，最后以三盘输给達里婭·加夫里洛娃。芭辛絲姬是瑞士参加协会杯的1号种子选手，她战败法国选手阿莉泽·科尔内和克里斯蒂娜·美拉德諾維奇。由于在协会杯上受的伤她在第一轮里退出了多哈，后来也完全退出杜拜的比赛。但是在印第安維爾斯大師賽上她进入第二星期，这是她连续三年进入该赛事的淘汰赛。最后她因为手腕受伤在与卡羅利娜·普利什科娃比赛时放弃。她也不得不退出迈阿密网球公开赛。一年前她在那里进入半决赛。在协会杯半决赛上瑞士对白俄罗斯，芭辛絲姬战胜阿丽娜·萨巴伦卡但是输给艾莉克珊德拉·薩諾維琪，最后瑞士以2：3输给白俄罗斯。
在泥地球场上芭辛絲姬也无法获得好成绩，她在摩洛哥网球公开赛上输给西西·貝莉斯，在马德里网球公开赛上在第一轮战胜法国公开赛冠军加比涅·穆古魯薩。这是她第一次战胜穆古鲁萨，也是在2017年首次战胜一名前10名选手。在第二轮她输给基基·貝爾騰斯，在罗马在第三轮输给卡羅利娜·普利什科娃。
在2017年法國網球公開賽上芭辛絲姬击败西班牙选手莎拉·索里貝絲·托摩、突尼斯选手昂絲·加博、美国选手麥迪遜·布倫格爾，最后又击败维纳斯·威廉姆斯进入四分之一决赛。芭辛絲姬战胜美拉德諾維奇，在半决赛上输给最后的冠军拉脫維亞选手耶蓮娜·奧斯塔朋科。
在溫布頓芭辛絲姬进入第三轮，尽管她在第一盘领先，最后还是输给阿格涅什卡·拉德萬斯卡。在比赛中她的股四头肌受伤。由于右腕受伤她没有参加美国公开赛。10月她做手术，提前结束了她的赛季。

### 2018年：重返
1月芭辛絲姬返回圣彼得堡网球公开赛。她在第一轮被埃琳娜·雷巴基纳击败。在双打里她与薇拉·兹沃纳列娃搭伴在决赛中战胜阿拉·庫翠雅芙絲娃\卡塔琳娜·斯雷博特尼克夺冠。

### 2019年
2019年芭辛絲姬参加的第一场比赛是深圳网球公开赛。她在第一轮就败给玛丽亚·莎拉波娃。在雪梨国际赛上芭辛絲姬在第一和第二轮分别击败安娜絲塔西卓·希瓦妥娃和萨曼莎·斯托瑟。在四分之一决赛上她被艾莉克珊德拉·薩諾維琪击败。在2019年澳洲網球公開賽女子單打比賽上芭辛絲姬在第三轮被加比涅·穆古魯薩击败。
在圣彼得堡网球公开赛上芭辛絲姬在第一轮被唐娜·維基奇击败。在印第安維爾斯她在第三轮败给弗朗塞斯卡·狄·洛伦索。在印第安維爾斯大师赛上她在排名赛最后一轮被凯蒂·麦克纳利击败。
在盧加諾网球公开赛上芭辛絲姬在第二轮输给斯韦特兰娜·库兹涅佐娃。在协会杯上瑞士对美国芭辛絲姬连输两场给斯洛恩·斯蒂芬斯和索菲亞·科寧。美国以3：2战胜瑞士。在摩洛哥芭辛絲姬在第二轮输给艾拉·湯姆賈諾維奇。在ITF卡涅女网赛上她进入半决赛后被后来的冠军姬絲汀娜·麥海爾淘汰。在2019年法国网球公开赛上芭辛絲姬第二轮被奈良久留美击败。在波尔女网赛上芭辛絲姬在四分之一决赛被后来的冠军塔玛拉·齐丹塞珂击败。
在伊斯特本国际网球赛上芭辛絲姬在第一轮被維多莉亞·格魯比奇战败。在2019年溫布頓網球錦標賽女子單打比賽中芭辛絲姬在第一轮输给斯洛恩·斯蒂芬斯。在ITF孔特勒克塞维尔芭辛絲姬在第一轮输给奈良久留美。在洛桑女子网球公开赛上她在第一轮输给伊尔·泰希曼。
在2019年美國網球公開賽女子單打比賽中芭辛絲姬在第一轮就被凯蒂·麦克纳利淘汰。在朝鲜网球公开赛上芭辛絲姬在第一轮被不知名的美国选手克莉絲蒂·安击败。由于她此后没有再参加任何比赛她的世界排名到年底下降到第125名。

## 资助者
芭辛絲姬使用百保力球拍和樂卡克球衣。此前她的球衣是拉科斯特提供的，她使用的球鞋来自耐克。她也是日本汽车制造商本田技研工业的大使。

## 外部連結
- 官方网站
- 迪美雅·芭辛絲姬的国际女子网球协会官方資料（英文）
- 迪美雅·芭辛絲姬的國際網球總會 職業／青少年 官方資料（英文）
- Fed Cup - Player profile - Timea BACSINSZKY (SUI) （页面存档备份，存于）